# شينبي
شينبي (بـالهانغل: 신비) بالإنجليزية (SinB) واسمها الحقيقي هوانغ ايونبي (황은비) ولدت في 3 يونيو 1998 وهي راقصة رئيسية ومغنية في فرقة جيفريند.

## حياتها
ولدت في تشونغجو، كوريا الجنوبية، فصيلة دمها AB ولديها اخ واحد أكبر منها.
بدأت مسيرتها كعارضة أزياء وهي صغيرة، وتدربت في بيغ هيت إنترتينمنت لمدة خمس سنوات إلى ان تم نقلها إلى شركة سورس ميوزك، وتم ترسيمها في فرقة الفتيات المشهورة جيفريند وهي المسؤولة عن تدريب العضوات على الرقص. درست في مدرسة سول للفنون التعبيرية وتخرجت منها في فبراير 2017.

## تسجيلاتها
أو أس تي OST (الموسيقى التصويرية في الأفلام والمسلسلات)
- 2015 - "Larva and Friends in My Arms" (من برنامج أطفال)
- 2016 - "Confession" (من مسلسل ساندريلا والفرسان الاربعة)

## معلومات عامة
- اسمها الفني يعني السر والغموض.
- فرقتها المفضلة هي بيغ بانغ، والفنان المفضل لها هو جي-دراغون[6]
- صديقة اونها منذ الصغر.[7]
- صديقة طفولة لمونبين عضو استرو.[8]
- تعرف بأنها شبيهة جيسيكا جونغ.[9]
- شاركت في برنامج الأطفال "The Fairies in My Arms" بشخصية "Shawing".
- كانت في نفس الوكالة مع مونبين عضو استرو وتشانووعضو ايكون.
- معجبة كبيرة بسلسة افلام «هاري بوتر».
- ظهرت في أغنية "Im da one" للمغني jokwon إلى جانب أعضاء بانقتان.

## روابط خارجية
- شينبي على موقع IMDb (الإنجليزية)
- شينبي على موقع ميوزك برينز (الإنجليزية)
- شينبي على موقع ديسكوغز (الإنجليزية)